# Mireia Ryšková
Mireia Ryšková (* 13. dubna 1951 Praha) je česká katolická teoložka.

## Život
Po studiích na Filozofické fakultě Univerzity Karlovy v Praze (dějiny umění a francouzštiny, 1969–1975) pracovala v redakci výtvarného umění nakladatelství Odeon (1975–1990). Paralelně studovala katolickou teologii v rámci tajného studia pořádaného Salesiánskou provincií v Praze (1973–1982), poté pokračovala ve studiu teologie v Erfurtu (1983–1988). Po pádu komunistického režimu odešla studovat na Teologickou fakultu v Pasově (1990–1993), kde získala doktorát a publikovala svou doktorskou práci. Habilitovala se v r. 2006 na Univerzitě Palackého (CMTF) v Olomouci. Po návratu z Pasova učila externě Nový zákon na Teologické fakultě Jihočeské univerzity v Českých Budějovicích a podílela se na vybudování a vedení Jaboku – Vyšší odborné sociálně pedagogické a teologické školy (1993–2005). Od r. 2005 působí na Katedře biblických věd Katolické teologické fakulty UK v Praze.
Její přístup ke křesťanství je konfesní (katolický) v rámci ekumenického dialogu a otevřený vůči jiným přístupům a poznatkům humanitních věd.
Odborné zaměření: katolická teologie, počátky křesťanství z historického a teologického hlediska, teologie apoštola Pavla.

## Ocenění
- 2023 Historická medaile za významné celoživotní dílo v oboru biblických věd a pedagogickou činnost a práci v Etické komisi Univerzity Karlovy[2]
- 2021 Zlatá medaile za významné celoživotní dílo v oboru biblických věd a starých jazyků a dlouholetou vědeckou a pedagogickou činnost na UK[3]
- 2016 Stříbrná pamětní medaile UK
- 2015 Cena Bedřicha Hrozného za tvůrčí počin za rok 2014], za průkopnické dílo české biblistické literatury “Pavel z Tarsu a jeho svět”[4]

## Citáty
- „Máme mnoho teorií o vnitřním životě Nejsvětější Trojice, jež jsou však tak abstraktní, že si pod nimi málokdo něco, natož někoho představí. Většině lidí to vůbec nic neříká a pro jejich život to také nic neznamená.“